# Svetla Tsotsorkova
Svetla Tsotsorkova, née à Bourgas (Bulgarie) le 6 juin 1977, est une réalisatrice, productrice et actrice bulgare.

## Filmographie
Réalisatrice
- 2004 : Life with Sofia (Jivot sas Sofia) (court-métrage)
- 2015 : Jajda (Thirst)
- 2019 : Sister (Sestra)

Productrice
- 2014 : Bouferna zona
- 2015 : Jajda

Actrice
- 2008 : Omelette (court-métrage)
- 2011 : Vtori dubal (court-métrage) - Maria
- 2014 : Bouferna zona - la professeur

## Récompenses et distinctions
- Festival international du film de Sofia
  - Jameson Short Film Award avec Jivot sas Sofia
- Festival de Trieste
  - Mention spéciale pour Jivot sas Sofia
- Festival du film de Zurich
  - nommée pour le Golden Eye avec Jajda en 2015
- Festival du film de Hambourg
  - nommée pour le Meilleur jeune talent avec Jajda en 2015